# 布尤納文圖拉湖 (佛羅里達州)
布尤納文圖拉湖（英語：Buenaventura Lakes）是位於美國佛羅里達州奧西歐拉縣的一個人口普查指定地區。

## 地理
布尤納文圖拉湖的座標為28°19′51″N 81°21′06″W / 28.33083°N 81.35167°W，而該地最高點為海拔高度19米（即62英尺）。

## 人口
根據2010年美國人口普查的數據，布尤納文圖拉湖的面積為14.60平方千米，當中陸地面積為14.50平方千米，而水域面積為0.10平方千米。當地共有人口26079人，而人口密度為每平方千米1,786人。